# Nicolas Avancini
Nicolas Avancini (orthographié  parfois Niccolò Avancini, Nicolas Avancini, ou Nikolaus von Avancini ou Nicolas Avancin), né le 1er décembre 1611  à Brez (Trente) et décédé le 6 décembre 1686 à Rome, est un prêtre jésuite, dramaturge et poète baroque, professeur de théologie, de philosophie et de rhétorique.

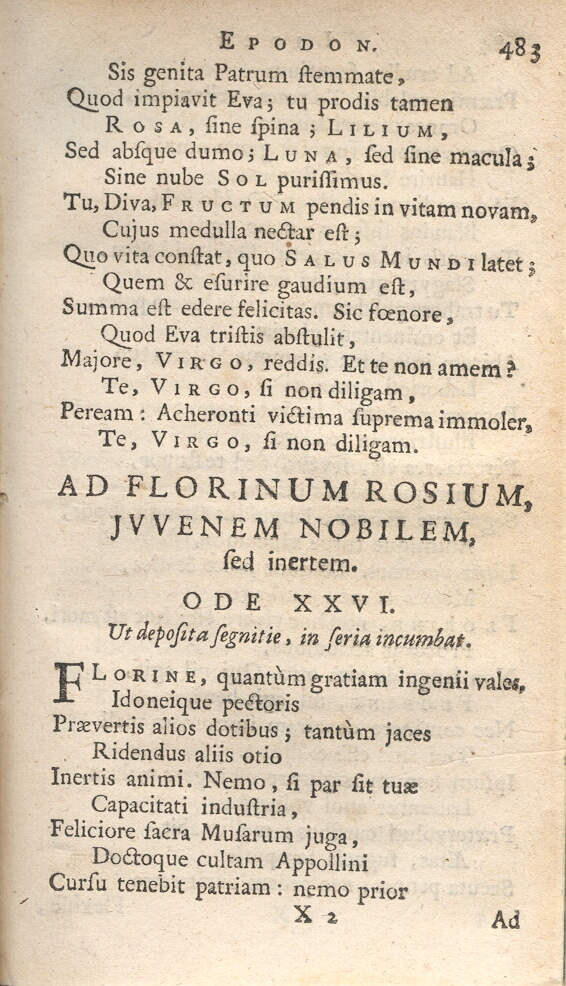
épode

## Biographie
Nicolas Avancini naît en 1611 à Brez, petite ville du Tyrol dans la principauté épiscopale de Trente, fils de Pierre et Dominique Avancini, d'une noble famille De Avencinis établie depuis quatre générations à Trient. Il fréquente le collège de Graz où enseigne son cousin le professeur Florian Avancini.
Il entre chez les Jésuites au noviciat de Leoben en octobre 1627 à l'âge de seize ans ; il étudie de 1630 à 1633 la grammaire et la philosophie à Graz, Trieste, Agram et Laibach. Puis il étudie la théologie à Vienne de 1636 à 1640. Le 7 avril 1640 il reçoit l'ordination sacerdotale, à Vienne.
Ensuite il enseigne à Trieste, Graz, Ljubljana et Zagreb la rhétorique, la morale, et la philosophie et à Vienne, la théologie morale et la scolastique. Prédicateur académique puis recteur des collèges de Passau, Graz et Vienne, il est, après 1665, visiteur en Bohême et en 1676-1680, provincial  de l'Autriche puis enfin Assistant du supérieur général des Jésuites, à Rome.
Le poète et écrivain est fécond mais parfois politique, mettant sa plume au service de la gloire de ses protecteurs. Chapelain de l'empereur Léopold Ier du Saint-Empire il écrivit un l'éloge en latin consacré à la gloire de l'archiduc Léopold-Guillaume (Anvers, Plantin, 1665). Avancini tombe malade en novembre et meurt, à Rome, le 6 décembre 1686 à l'âge de soixante-quatorze ans.

## Dramaturge
Nicolas Avancini est surtout célèbre comme dramaturge (certaines de ses pièces sont écrites en latin)  Sa Pietas Victrix  est créée devant trois mille spectateurs, y compris la Cour impériale dans un théâtre édifié à Vienne par les Jésuites, comprenant coulisses et machinerie, pour le peuple et pour la cour, dans un but également pédagogique : c'était la vogue en Autriche des Jeux impériaux, Ludi Caesarii. Au total, il écrit environ quarante drames dont 27 tragédies en latin, quelques-unes sur des sujets bibliques, ce chiffre incluant les traductions de pièces écrites pour les Jésuites, en Italie. Il commence à être célèbre en 1640 avec la représentation de Xavierius, jouée devant Léopold Ier et qui ouvre l'ère théâtrale des Jésuites autrichiens, puis avec Cyrus en 1673, sa tragédie la plus connue, dont la représentation durait deux jours, car ce spectacle incluait des petits dans le grand : ballets, intermèdes… Ses pièces exaltaient les vertus chrétiennes, mais aussi les Habsbourg dirigeant l'Autriche catholique.

## Théologien
Il écrivit aussi une Vie de Jésus inspirée de Thomas a Kempis. « Ce travail, écrit en latin, fut traduit dans les principales langues européennes et  à travers de nombreuses éditions. Les méditations sont considérés comme sèches par certains ... Mais ces méditations, dans leur forme  simple que leur forme étendue, ont  sont une aide très efficace dans la difficile tâche de la  méditation quotidienne. Avancini est également l'auteur des sermons, ou orationes et un grand nombre de drames, adaptés  pour être présentés à des étudiants »

### Œuvres
Nicolas Avancini écrivit de nombreux ouvrages, parmi lesquels :
- Leopoldi Gvilielmi, archidvcis Avstriæ, principis pace et bello inclyti, virtvtes
- Sapientia terrarum caelique potens, panegyricus funebris ad solennes exsequias Ferdinandi III. Vienn. 1657.
- Imperium Romano-Germanicum sive Elogia L. Caesarum  Germanorum, Vienne, 1663.
- Vita et doctrina Jesu Christi: ex quatuor Evangelistis collecta  Vie et Doctrine de Jésus Christ d'après les Quatre Evangiles, son ouvrage le plus célèbre, Vienne, 1665  .
- Poesis lyrica, Vienne, 1671 Poesis lyrica qua continentur lyricorum : libri IV & Epodon liber unus Amst, 1711. .
- Poesis dramatice  p. I-1V, Cologne, 1675-79. (dont uneTragédie sur Théodose-le-Grand  et Cyrus)

et  Tragediae 1665.
On trouve dans la Poesia dramatica du P. Nicolas Avancini, de la Société de Jésus, une pièce en cinq actes et en vers intitulée Ananias, Azarias et  Mizael et aussi David per Saulis persecutionem ad regnum Israelis erectis, 5 actes, vers, dans le tome 111
- Discours de Dieu &  de Dieu Homme
- Recueil de discours latins sur différens sujets,
- Orationes  in tres partes divisae .* Poésies latines estimables, réimprimées à Amsterdam en 1711. sous le titre Avancini, poëmata quodquod reperiri potuerunt, nempè odarum libri.
- 1616  Vitae et Miraculorum Sancti Francisci Borgiae, Ducis Gandiae, et General tertii Societalis Jesu, a P. Scipione Soc. Jesu italice composilum, in latinum conversum ; Vie mur, typis Cosmerovii, 1671; Monachii, 1671, in-4. — Par le P. Nicolas Avancinus[8].